# NGC 6769
NGC 6769 est une très vaste galaxie spirale intermédiaire située dans la constellation du Paon. Sa vitesse par rapport au fond diffus cosmologique est de 3 807 ± 38 km/s, ce qui correspond à une distance de Hubble de 56,2 ± 4,0 Mpc (∼183 millions d'al). NGC 6769 a été découverte par l'astronome britannique John Herschel en 1836.
La classe de luminosité de NGC 6769 est II. Elle forme une paire de galaxies en interaction avec sa voisine NGC 6770. La paire constitue en plus avec NGC 6771 un triplet de galaxies gravitationnellement liées et connu sous le surnom de masque du diable (Devil’s Mask). Ces trois galaxies font partie du groupe d'IC 4845 (voir plus bas).

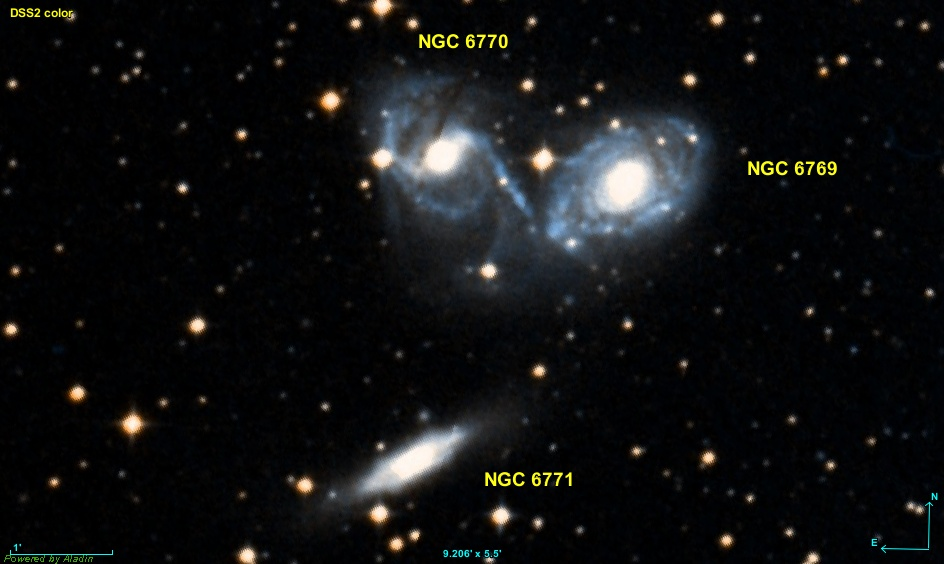
Le masque du diable par le relevé DSS.

## Supernova
Deux supernovas ont été observées dans NGC 6769 : SN 1997de et SN 2006ox.

### SN 1997de
Cette supernova a été découverte le 27 aout 1997 par un dénommé Alexandre Wassillieff (Nouvelle-Zélande). Le même jour de sa découverte, elle fut également observée indépendamment par l'astronome amateur Brendan Downs. Le 29 aout, Gordon J. Garradd rapporta la position précise de la supernova et une magnitude apparente de celle-ci de 17,5. 
D'une magnitude apparente de 18,2 au moment de sa découverte (par A. Wassillieff), cette supernova était de type Ia.

### SN 2006ox
Cette supernova a été découverte le 26 novembre 2006 par l'astronome amateur sud-africain Berto Monard. D'une magnitude apparente de 15,3 au moment de sa découverte, son type n'a pu être identifié.

## Groupe d'IC 4845
Selon A. M. Garcia NGC 6769 fait partie du groupe d'IC 4845. Ce groupe de galaxies renferme au moins 14 membres dont six du New General Catalogue et sept de l'Index Catalogue. Les autres galaxies du groupe sont NGC 6739, NGC 6746, NGC 6770, NGC 6782, IC 4827, IC 4828, IC 4831, IC 4838, IC 4842, IC 4845, IC 4866 et ESO 141-21.

## Galerie

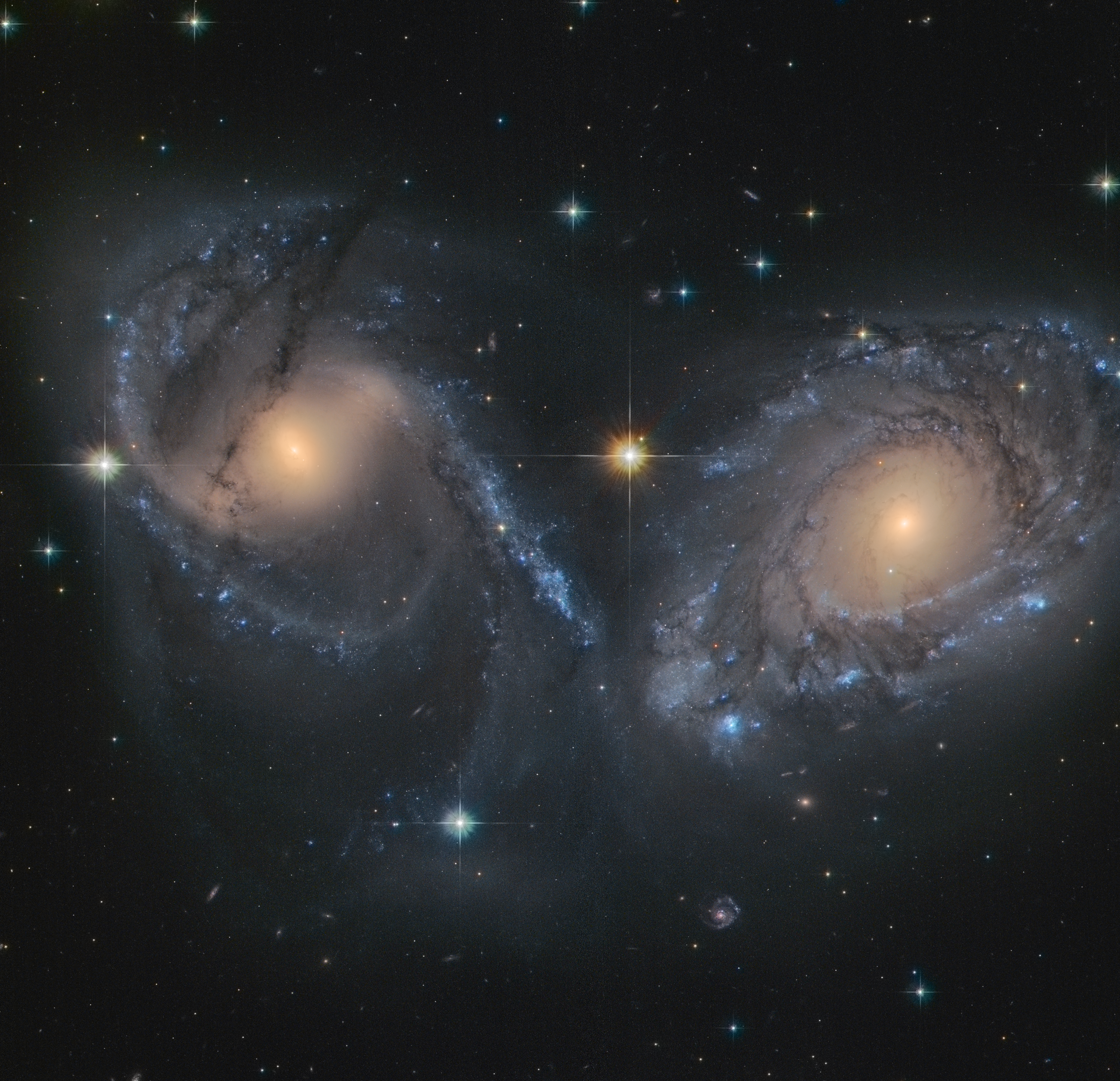
NGC 6769 et NGC 6770 par le télescope spatial Hubble.
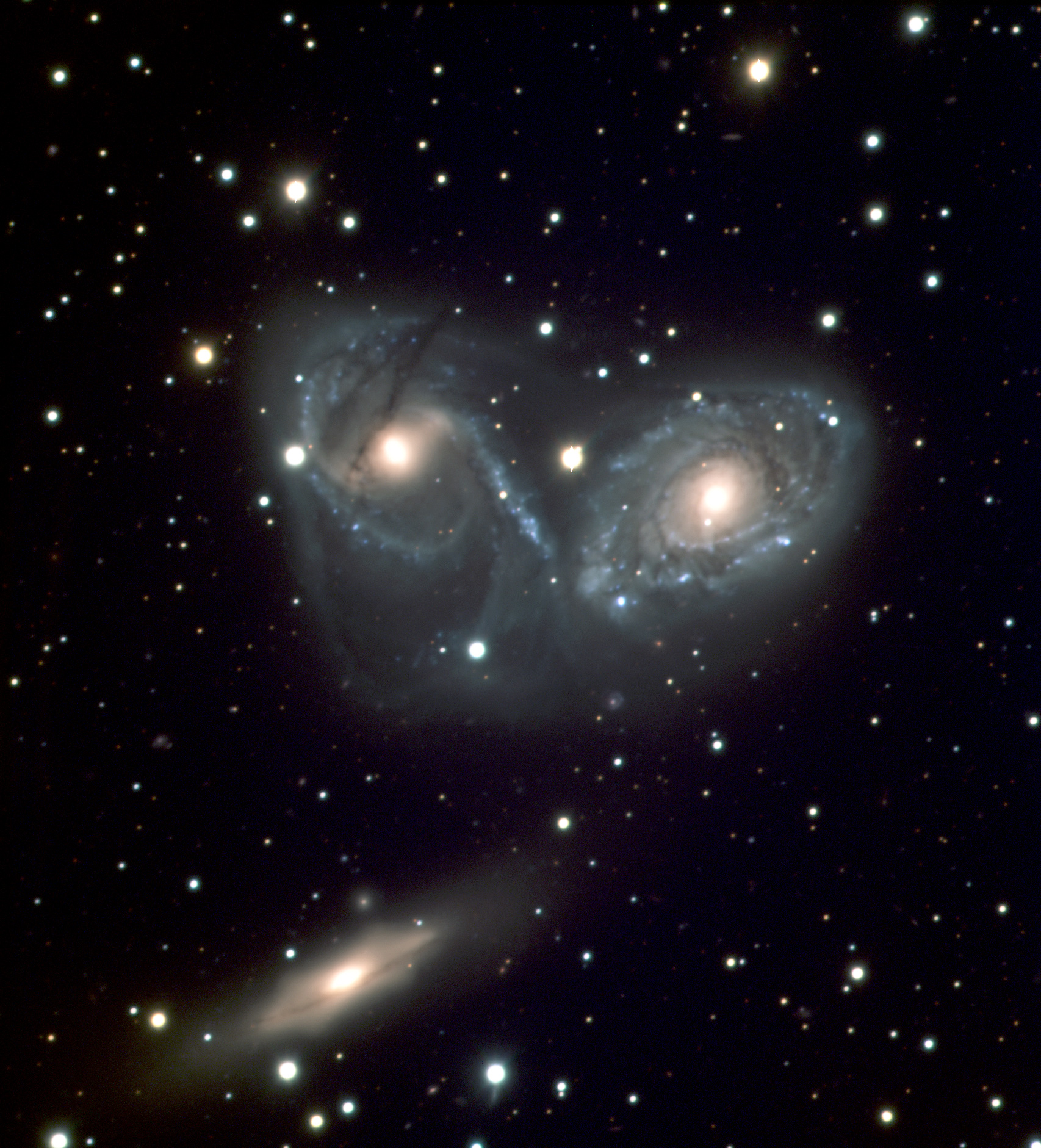
Le masque du diable par le Très Grand Télescope (VLT).